# Allan Dwan
Allan Dwan (właśc. Joseph Aloysius Dwan; ur. 3 kwietnia 1885 w Toronto, zm. 28 grudnia 1981 w Los Angeles) – kanadyjsko-amerykański reżyser, scenarzysta i producent filmowy.

## Filmografia
producent
- 1913: The Ways of Fate
- 1922: The Hidden Woman
- 1927: French Dressing
- 1943: Around the World
- 1947: Calendar Girl
- 1953: Woman They Almost Lynched

scenarzysta
- 1911: $5000 Reward, Dead or Alive
- 1913: Robinson Crusoe
- 1919: Żołnierze fortuny
- 1935: Czarna owca
- 1955: Tennessee’s Partner

reżyser
- 1911: The Ranchman’s Vengeance
- 1913: Cupid Throws a Brick
- 1915: David Harum
- 1918: Bound Morocco
- 1924: Skandal towarzyski
- 1929: Żelazna maska
- 1935: Czarna owca
- 1937: Heidi
- 1945: Miliony Brewstera
- 1948: Angel in Exile
- 1961: Most Dangerous Man Alive

## Wyróżnienia
Posiada swoją gwiazdę na Hollywoodzkiej Alei Gwiazd.